# حول
الحَوَل (بالإنجليزية: Squint واسمه العلمي Strabismus)‏ هو عيب بصري يجعل العينين بحالة غير متوازنة، بحيث تتجه كل عين لاتجاه مختلف، فيمكن أن تركز إحدى العينين لاتجاه الأمام، بينما تنحرف العين الأخرى للداخل أو للخارج أو للأعلى أو للأسفل. ويمكن أن يلاحَظ هذا الاختلال في وضع العينين بشكل واضح، أو يظهر أحيانا ويختفي أحيانا أخرى. وقد ينتقل هذا الاختلال بين العينين.
ذكرت إحدى الدراسات أن 85% من مرضى الحول البالغين «صرّحوا بأنه كان لديهم مشاكل مع المدرسة، العمل والرياضة بسبب الحول». وقد ذكرت الدراسة نفسها أن 70% صرّحوا أن الحول كان له تأثير سلبي على صورتهم الذاتية.

## أسباب الحول

### الحول الخلقي
يظهر هذا النوع بعد الولادة مباشرة أو خلال الشهور الستة الأولى من الولادة.

### طول النظر أو قصره
إذا اقترب أي جسم من العينين كثيرا تفقد العينان القدرة على التركيز وتنحرف إحداهما بعيدا وهذا يعتبر أمر طبيعي، لكن الأمر غير الطبيعي في حالة الحول هو انحراف العين وفقدانها قدرتها على التركيز في حال كون الجسم المرئي بعيدا بشكل كاف عن العينين، ويكون هذا بسبب الحركة غير المتوازنة للعينين معا.

### الإصابة ببعض الأمراض

#### الإصابة ببعض أمراض الطفولة
مثل كالحصبة أو الجدري أو الإصابة ببعض أمراض العيون.

#### الإصابة ببعض أمراض الجهاز العصبي
وهي الإصابة التي تسبب شللا في عضلات العين.

#### إصابة في العين
مثل إصابة عضلات العين أو الأعصاب المؤدية لها أثناء الولادة، أو بسبب تليفات في عضلات العين.

### تأثير الحول على حاسة البصر
ينتج عن الحول الدائم رؤية مزدوجة عند الطفل المصاب بالحول، تشكل هذه الحالة صعوبة حسية عند الدماغ فيقوم بتحييد أو تجاهل إحدى الصورتين اللتين تقدمهما العينان فيفقد المصاب بالحول القدرة على الرؤية بالعينين معاً ما يعني إعاقة قدرته على تقدير عمق الأشياء و مدى بعدها أو قربها منه، و ما لم يتم تدارك الموضوع و البدء في معالجة الحالة فقد يصبح تخلي الدماغ عن الصور التي تلتقطها إحدى العينان أمراً دائماً خصوصاً إن كانت الإصابة بالحول قد حدثت بعد الولادة مباشرة.

## أنواع الحول
- الحول الدائم: وهو الحول الذي يظهر في جميع الأوقات.
- الحول المتقطع: وهذا يظهر أحيانا ويختفي أحيانا أخرى. ويشار إلى أن الحول المتقطع عند الأطفال الرضع (قبل سن 4- 6 شهور) يعتبر ظاهرة فسيولوجية طبيعية.
- الحول المتبادل: وهنا ينتقل الحول من عين إلى أخرى، ويدل على تساوي قوة النظر في العينين.
- الحول المخفي: وهو الذي يظهر بالفحص الطبي أو في حالة الإرهاق.

## العلاج
إن الهدف الأساسي لمعالجة الأشخاص الذين يعانون من الحول هو أن يكون مهجر الرؤية طبيعياً، واضحاً ومريحاً في جميع المسافات والاتجاهات من البصر. في حالات الحول المتقدّمة يتمّ المعالجة باستخدام النظارات أو الموشورات، علاجات الرؤية أو الجراحة اعتماداً على سبب هذا الاختلال. إن الجراحة لا تغيّر الرؤية بل تعمل على محاذاة العينين بتقصير إطالة أو تغيير واحد أو أكثر من عضلات العين خارج المقلة. النظارات تغيّر ردة فعل الشخص على التركيز.الموشورات تغيّر الطريقة التي يضرب فيها الضوء والصور العين مما يحسّن وضعية العين.

## الحول لدى الأطفال
من أهم الأمور التي تحصل مع الطفل خلال الأشهر الأولى من حياته، هي بدء الرؤية بكلتا العينين. كل واحد منا يملك عينين تعملان بتناسق تام بينهما، وبفضل هذا التناسق، يتمتع البشر، بخلاف الحيوانات الأخرى، بقدرة كبيرة على الرؤية ثلاثية الأبعاد. يكتسب الرضيع هذا التناسق بين العينين خلال الأشهر الأولى من حياته. أحيانا، وإلى حين بلوغه سن الأشهر الـ 4 أو 5 الأولى، لا يكون الطفل قد اكتسب القدرة على التنسيق بين العينين بعد، ولذلك فإن إحدى العينين تكون ناظرة إلى الأمام (في الوسط)، بينما تتجه العين الأخرى نحو الداخل أو الخارج، أو بكلمات أخرى: تصاب بالحول.
من المفترض أن تختفي حالات الحول بجيل الـ 6 أشهر. لكن إذا استمر الحول، فإن هذا يدل على وجود خلل ما، الأمر الذي يستدعي التوجه للطبيب فورا. حتى يومنا هذا، هنالك بعض الأطباء الذين يرفضون فحص الأطفال الذين يعانون من الحول، ويبلغون أكثر من 6 أشهر من العمر، بدعوى أن الطفل ما زال صغيرا وأن الحول سيختفي من تلقاء نفسه. من المهم أن نعرف أن هذا الاعتقاد خاطئ، بل وعلى العكس، فإن الحول قد يؤدي إلى الغمش، الأمر الذي يسبب حدوث خلل في الرؤية بكلتا العينين. لذلك، من المهم معالجة هذه الحالات دون أي تأجيل. قد يصاب الطفل بأنواع أخرى من الحول في سن أكثر تقدما، كما من الممكن أن يصاب به البالغون. علينا أن نعرف أن الحول لدى الأطفال يستلزم العلاج. من الممكن ان يؤدي عدم معالجة هذه الحالات إلى الإصابة بالغمش، اضطراب الرؤية في كلتا العينين، الشفع، وغيرها من الاضطرابات.

## الحول الظاهري أو الكاذب
في كثير من الأحيان، يبدو لنا أن الأطفال ممن هم دون سن السنة، يعانون من الحول، في حين أنهم لا يعانون في الحقيقة من الحول، وعيونهم متوازية ومستقيمة تماما. يعود سبب هذه الظاهرة إلى مبنى الجفون والوجه لدى الأطفال. بالعادة، تكون لدى الأطفال طيات جلدية في جانبي الجفن، كما أنهم من الممكن أن يعانوا من إتساع قصبة الأنف. تقوم هذه الحالات بتغطية جزء من العين بحيث يبدو الطفل وكأنه يعاني من الحول. نستطيع رؤية هذه الظاهرة، بشكل خاص، عندما ينظر الطفل إلى الأطراف، حيث تغطي طيات الجلد جزءً كبيراً من عينه. حين يكبر وجه معظم الأطفال، يقل عرض جسر الأنف وتختفي هذه الظاهرة.
بالإمكان رؤية الدليل على عدم انحراف العينين عندما نقوم بتسليط الضوء على عيني الطفل الذي يعاني من الحول الظاهري، حيث سنلاحظ أن انعكاس الضوء يسقط تماما في نفس المكان في كل واحدة من العينين، في مركز الحدقة. بهذه الطريقة يمكننا أن نتأكد من أن الطفل لا يعاني من الحول. في كل الأحوال، بإمكان الشخص الذي يقوم بإجراء الفحص فقط، وعندما يكون متمكنا وذا خبرة حقيقية – سواء كان طبيب عيون أو أخصائي بصريات – أن يحدد بشكل مؤكد إن كان الحديث يدور عن حول حقيقي أو كاذب.

## أنواع الحول عند الأطفال

### الحول الإنسي أو الداخلي أو القَبَل[5][6](Esotropia)

#### الحول الإنسي الخلقي
وينشا هذا النوع من الحول عند الولادة، ولا يتم شفاؤه إلا بعد مرور ستة أشهر. يكون هذا الحول بالعادة بارزا وواضحا. في كثير من الأحيان، يختفي الحول، أي أن الطفل يصاب به بشكل متقطع، تارة في العين اليمنى وتارة في العين اليسرى. لذلك فإن الأطفال لا يصابون بالغمش نتيجة له. كذلك، يروي الأبوين أن حالة الحول تزداد سوءً عندما يكون الطفل مرهقا أو مريضا. وفي بعض الأحيان، تلعب العوامل الوراثية دورا في هذا النوع من الحول، إذ يصيب الحول بعض الأخوة، أو الأطفال المولودين لأهل يعانون من الحول. بشكل عام، يتم علاج الحول من خلال إجراء عملية جراحية، ومع ذلك، فهناك حالات يمكن فيها علاج الحول عبر استخدام النظارات، أو حتى الدمج بين الأمرين (إجراء العملية الجراحية واستخدام النظارات).
وهو الذي يتسم بتوجه إحدى العينين نحو الداخل.

#### الحول التكيفي (Accommodative strabismus)
يصيب الأطفال عادة من سن 8 شهور حتى 4 سنوات. أحيانا يصيب هذه الحول الطفل بشكل مفاجئ ويبقى بشكل دائم، بينما من الممكن أن يظهر في بعض الأحيان ثم يختفي، ويكون بالإمكان ملاحظته بشكل بارز حين يكون الطفل مرهقا أو مريضا. كذلك، فإنه من الممكن أن يشكو الطفل نفسه، في بعض الأحيان، من أن الحول يسبب له ازدواجية في الرؤية. يبرز الحول بالأساس عندما يحاول الطفل أن يركز على رؤية شيء قريب. ويصيب هذا النوع من الحول، بالأساس، الأطفال الذين يعانون من مد البصر. حتى يستطيع هؤلاء الأطفال أن يرون بوضوح، فإنهم يقومون بتقليص العضلة الداخلية للعين، الأمر الذي يؤدي إلى الحول. عندما ينظر الطفل إلى شيء قريب، يكون عليه أن يقلص العضلة الداخلية أكثر. لذلك، فإن هذا النوع من الحول يكون ظاهرا أحيانا، فقط عندما ينظر الطفل إلى شيء قريب. لدى الكثير من الأطفال، يساهم استخدام النظارات بإصلاح الحول بشكل تام. عندما يكون الحول أكثر خطورة عند النظر إلى شيء قريب، يجب إعطاء الطفل نظارات ثنائية البؤرة (Bifocal) أو متعددة البؤر (Multifocal)، والمقصود هنا هو نظارات تم إجراء تعديل بصري أكبر على الجزء السفلي من عدستها. في كثير من الأحيان، يكون هذا النوع من الحول وراثيا، لذلك فمن الأهمية إجراء فحص لأخوة وأخوات الطفل الذي يعاني من الحول.

### الحول الوحشي أو الخارجي أو الخَزَر[5][6](Exotropia)
وهو الذي يتسم بتوجه إحدى العينين إلى الخارج. هنالك حالات نادرة أخرى من الحول تتجه فيها العين نحو الأعلى أو نحو الأسفل. ويظهر هذا النوع من الحول، بالعادة، بعد السنة الأولى. من الممكن أن يكون الحول دائما، أي أن الطفل يعاني من الحول طيلة الوقت. أو أنه قد يكون مؤقتا، بمعنى أن الطفل يعاني من الحول في بعض الأحيان فقط. يظهر الحول غير الدائم عندما ينظر الطفل بعيدا، ويخف أو يختفي عندما يركز الطفل على شيء موجود على مقربة منه. يبدو هذا الحول بوضوح، بالأساس، عندما يكون الطفل مرهقا، مريضا، أو فاقدا لقدرته على التركيز. من الظواهر التي تميز هذا النوع من الحول، ظاهرة إغلاق عين واحدة عند التعرض لأشعة الشمس. أحيانا، يتنقل الحول من عين لأخرى، لكن في معظم الأحوال، تكون هناك عين واحدة أكثر ميلا للحول من قرينتها. تكون هذه العين أكثر عرضة لأن تصاب بالغمش.أحيانا، لا يكون بالإمكان ملاحظة الحول، تقريبا، عند النظر بعيدا، إنما يزداد الأمر سوءا عند النظر إلى الأشياء القريبة. قد يسبب هذا النوع من الحول أعراضا مثل: الشفع، الصداع، ضبابية الرؤية، وفرط افراز الدمع.

#### علاج الحول الوحشي
يتم علاج الحول غير الدائم عن طريق تغطية العينين بشكل متقطع. يؤدي هذا النوع من العلاج، أحيانا، لاختفاء الحول. عندما يكون الحول أكثر بروزا خلال النظر إلى شيء قريب، يكون بالإمكان علاجه بواسطة بعض التمارين المخصصة لزيادة قدرة العينين على التركيز. ومع ذلك، يكون العلاج الأكثر نجاعة، في معظم الحالات، هو العمليات الجراحية.

## عملية إصلاح الحول
تتحرك العين بواسطة ست عضلات، وينجم الحول عن خلل في التوازن بينها. خلال العملية الجراحية، تتم تقوية أو إضعاف عضلات العين بهدف إعادة حالة التوازن التي أصيبت بالخلل. يتم إضعاف العضلة من خلال فصلها عن مكانها الطبيعي وخياطتها في الخلف، الأمر الذي يجعلها أكثر ارتخاءً. أما تقوية العضلة فتتم من خلال قطع جزء منها وخياطة ما تبقى في الموقع الأصلي للعضلة- هكذا تصبح العضلة مشدودة وقوية أكثر.

### غرز الملاءمة
تعتبر الجراحة التي تعتمد على غرز الملاءمة، أسلوبا حديثا نسبيا، يزيد من احتمالات نجاح العملية. في هذه الجراحة، تتم خياطة العضلة بواسطة غرزة يمكن فتحها وتغيير مكانها. بعد وضع الغرز، يتم إيقاظ المريض من التخدير وفحص وضع الحول لديه. إذا كان ما زال يعاني من الحول بعد العملية، يتم فتح الغرزة التي تمسك بالعضلة وتغيير مكانها، إلى أن يتم إصلاح الحول تماما. بالإمكان، من خلال هذا الأسلوب، رفع نسبة نجاح العملية بنحو 10% إضافية.

#### تساؤلات حول غرز الملاءمة

##### هل يتم إجراء العملية الجراحية تحت تأثير التخدير الكلي أو الموضعي؟
يتم إجراء العمليات الجراحية للأطفال تحت تأثير التخدير الكلي فقط. أما البالغون، فبالإمكان إجراء الجراحة لهم تحت تأثير التخدير الكلي أو الموضعي، حسب رغبة المريض وتقديرات الطبيب للوضع.

##### هل هنالك داع لاستخدام النظارات بعد إجراء العملية أيضا؟
بالإمكان إصلاح قسم من حالات الحول بواسطة النظارات فقط، بينما يحتاج إصلاح القسم الآخر لإجراء عملية جراحية. كذلك، فان هناك حالات من الحول، يستدعي علاجها الدمج بين استخدام النظارات وإجراء العملية الجراحية معا. من المهم أن نعرف أن العملية لا تعتبر بديلا للنظارات، إنما تقوم بإصلاح ما تبقى من الحول الذي لم تتمكن النظارات من إصلاحه. لذلك، وحتى بعد العملية، ستكون هنالك حاجة، في معظم الحالات، لاستخدام النظارات.

##### ماذا عن تغطية إحدى العينين؟
قبل إجراء العملية الجراحية، يجب تغطية إحدى العينين من أجل زيادة قدرة العين الأخرى على الرؤية، ولمنع الإصابة بالغمش. عندما تكون الرؤية جيدة في كلا العينين، فإن ذلك يساهم في زيادة احتمالات نجاح العملية. أحيانا، تكون هناك حاجة حتى بعد العملية، للاستمرار بتغطية العيون، من اجل الحصول على نتائج أفضل.

##### ما هي احتمالات نجاح العملية؟
تعتبر احتمالات نجاح الاساليب الجراحية الحديثة جيدة جدا. ومع ذلك، فلا يمكن الالتزام بالنجاح التام في عمليات إصلاح الحول، حيث أن هناك احتمال صغير بين 10 و 15% لأن يعاني المريض بنسبة معينة من الحول بعد العملية، حتى لو لم تسبب له مشكلة على مستوى الرؤية أو من الناحية الجمالية. في بعض الحالات النادرة، قد يبقى لدى المصاب حول ملحوظ بعد العملية، الأمر الذي يستدعي إجراء عملية جراحية إضافية.

##### ما هي مخاطر العملية الجراحية؟
نظرا لأن العملية تتم في الجزء الخارجي من العين، فلا يوجد خطر كبير على الرؤية. وأحيانا، قد يحدث تلوث بعد العملية، لكن علاجه يكون، في معظم الحالات، سهلا وناجحا بواسطة القطرات.وأحيانا آخرى من الممكن أن تحصل حالة من الشفع بعد العملية، لكنها سرعان ما تختفي في غضون عدة أيام. وفي بعض الحالات النادرة جدا، قد لا يزول الشفع وعندها قد يستلزم الأمر تلقي علاج اضافي.

##### ما هي مراحل التماثل للشفاء بعد العملية الجراحية؟
خلال الأيام الأولى التي تلي العملية الجراحية، تكون العيون حمراء، وقد يشعر المريض بألم طفيف وبشيء من عدم الارتياح. ويكون بحاجة إلى تلقي العلاج بواسطة القطرات. وأحيانا قد يعاني الشخص من الشفع، لكنه سرعان ما يزول – في معظم الحالات- في غضون عدة أيام. ويرى أنه من المحبذ تفادي التعرض للغبار والريح لعدة أيام، لكن ليست هنالك قيوداً على القيام بالنشاطات العادية داخل المنزل. وبالإمكان العودة إلى المدرسة أو العمل في غضون عدة أيام، أو حتى أسبوع.